# Marc Liebens
 (septembre 2024).
Si vous disposez d'ouvrages ou d'articles de référence ou si vous connaissez des sites web de qualité traitant du thème abordé ici, merci de compléter l'article en donnant les références utiles à sa vérifiabilité et en les liant à la section « Notes et références ».
Marc Liebens est un metteur en scène belge né à Montegnée le 22 juin 1938 et décédé à Genève le 3 avril 2012.

## Biographie
Tôt attiré par la photographie, il rencontre Jacques Huisman qui lui donne goût au théâtre.
En 1970, il fonde avec Jean Lefébure le Théâtre du Parvis dont il assure seul la direction de 1971 à 1973. En 1974, il fonde, avec Janine Patrick sa compagne, Michèle Seutin, Michèle Fabien, Jean-Marie Piemme, Jean-Paul Hubin et Jean Louvet, l'Ensemble Théâtral Mobile dont il reste l'animateur.
En 1991, il s’installe avec Michèle Fabien, devenue sa compagne depuis quelques années, à Saint-Pierre-la-Vieille (Normandie) tout en continuant à travailler en Belgique.
Il est particulièrement attaché aux écrivains contemporains, dont les Belges Jean Louvet à qui il commande Un Faust, Michèle Fabien, Pierre Mertens et René Kalisky. Il assure la création mondiale de Hamlet-machine et la création française de Quartett de Heiner Müller et crée également Hilda de Marie NDiaye. Il découvre, fait traduire et publie dans sa maison d’édition Didascalies, avec la collaboration d’Actes Sud, le théâtre de Pier Paolo Pasolini.
Après le décès de Michèle Fabien, il s’installe en Suisse.  Il réside à Genève depuis 2009. Il y dirige la compagnie Bruxelles-Genève-Genève-Bruxelles (BGGB). Il a présenté et créé plusieurs spectacles en Suisse, notamment au Théâtre de Vidy, au Théâtre Le Poche – Genève, au Théâtre Kleber Meleau, au Théâtre du Grütli et au Théâtre Saint Gervais.
Professeur à la section professionnelle d'art dramatique du Conservatoire de Lausanne, il enseigne ensuite à la Haute école de théâtre de Suisse romande « La Manufacture » puis au Conservatoire royal de Mons; il donne fréquemment des stages, et notamment au Cifas de Bruxelles.  
De sa nouvelle compagne, Barbara Baker, il a une enfant en 2004.  Il meurt à Genève le 3 avril 2012.

« Interroger l’histoire de ce temps; rappeler les pouvoirs de l’écriture à la scène; dégager l’espace scénique des effets pour l’approcher de l’épure et laisser aux acteurs le plein déploiement de la voix et du corps furent ses paris. Janine Patrick et Nathalie Cornet ont incarné à la perfection cette esthétique qui était unique. Marc Liebens savait que la clé du théâtre n’est pas le vérisme; qu’il est une re-création par la voix d’un enjeu majeur que lui seul peut donner à voir. La distanciation qu’il pratiquait n’était pas brechtienne. Elle passait par une appréhension abstraite-concrète du texte, afin de le faire advenir sur la scène comme une remise en jeu de l’Histoire et des destins. »

— Marc Quaghebeur

## Éditeur
Via les éditions Didascalies qu'il dirige sont publiés différents textes, qui épousent son travail de metteur en scène et de dramaturge. Parmi les auteurs qu'il a mis en scène, outre Jean Louvet dont il a été longtemps le fidèle ambassadeur sur la scène du théâtre belge, il a publié, entre autres :
- John Arden : Vous vivrez comme des porcs, 1970
- Thomas Bernhard : Oui, adaptation de Michèle Fabien, 1981
- Heiner Müller : Hamlet-machine, 1978 et 1984 ; Quartett, 1983
- Heinrich von Kleist : Amphitryon, adaptation de Michèle Fabien, 1991
- Michèle Fabien : Jocaste, 1981 ; Notre Sade, 1985 ; Tausk, 1987 ; Atget et Bérénice, 1989 ; Claire Lacombe, 1990 ; Dejarine et Cassandre, d'après Christa Wolf, 1995
- Pierre Mertens : Les Bons Offices, adaptation de Michèle Fabien, 1980 ; Une Paix royale, 1997
- Jean-Marie Piemme : 1953, 1998
- Pier Paolo Pasolini : Orgie, 1988, ainsi qu'un parcours à travers l'œuvre : Pier Paolo Pasoloni, poète des cendres, 2003.
- Johann Wolfgang von Goethe, le 3e acte du second Faust, 2008, Genève et 2009, Bruxelles.

## Mises en scène
- 1970 : Vous vivrez comme des porcs de John Arden, Théâtre du Parvis, Bruxelles
- 1971 : La Farce des ténébreux de Michel de Ghelderode, Théâtre du Parvis, Bruxelles
- 1972 : À bientôt Monsieur Lang de Jean Louvet, Théâtre du Parvis, Bruxelles
- 1974 : La Double Inconstance de Marivaux, Théâtre communal de La Louvière, tournée à Bruxelles et en Wallonie
- 1975 : Le Train du bon Dieu de Jean Louvet, Festival d'Avignon, Théâtre Ouvert
- 1975 : Une maison de poupée de Henrik Ibsen, Festival du Jeune Théâtre de Liège, tournée à  Bruxelles, en Wallonie, à Paris, à Copenhague
- 1976 : Les Paysans d'Honoré de Balzac, Festival du Jeune  Théâtre de Liège, tournée à Bruxelles, en Wallonie, à Paris, à Copenhague
- 1977 : Conversation en Wallonie de Jean Louvet, Maison de la Culture de Tournai
- 1978 : Hamlet-machine de Heiner Müller, Théâtre Élémentaire, Bruxelles
- 1980 : Les Bons Offices de Pierre Mertens, rue de la Caserne, Bruxelles ; Europalia Belgique
- 1981 : Oui de Thomas Bernhardt, rue de la Caserne, Bruxelles ; Théâtre Gérard-Philipe, Paris (1990)
- 1981 : Jocaste de Michèle Fabien, rue de la Caserne, Bruxelles ; Théâtre de l'Odéon, Paris (1983)
- 1982 : Jim le téméraire de René Kalisky, Festival de Lille ; Théâtre Varia, Bruxelles
- 1983 : Quartett de Heiner Müller, rue de la Caserne, Bruxelles
- 1985 : Un Faust de Jean Louvet, rue de la Caserne, Bruxelles
- 1985 : Notre Sade de Michèle Fabien, rue de la Caserne, Bruxelles
- 1987 : Tausk de Michèle Fabien, Maison de la Culture de Mons ; Théâtre de Poche, Genève
- 1988 : Orgie de Pier  Paolo Pasolini, Théâtre de la Tempête, Paris ; Théâtre national de Belgique, Bruxelles
- 1989 : Atget et Bérénice de Michèle Fabien, Rencontres internationales de la photographie, Arles ; Théâtre Vidy, Lausanne (1992)
- 1990 : Claire Lacombe de Michèle Fabien, Centre culturel Jacques Franck, Bruxelles
- 1991 : Amphytrion de Michèle Fabien, d'après Heinrich von Kleist, Théâtre national de Belgique, Bruxelles ; tournée en Wallonie, en France, à Genève, à Bologne, à La Haye
- 1993 : La Ville de Paul Claudel, La Rose des vents, Villeneuve-d'Ascq
- 1995 : Cassandre de Michèle Fabien, d’après Christa Wolf, Raffinerie du Plan K, Bruxelles
- 1995 : Déjanire de Michèle Fabien, Théâtre national de Belgique, Bruxelles
- 1997 : Une paix royale de Pierre Mertens, adaptation de Michèle Fabien, Théâtre Marni, Bruxelles
- 1998 : 1953 de Jean-Marie Piemme, Théâtre de la Place, Liège
- 2000 : Charlotte de Michèle Fabien, Théâtre national de Belgique, Bruxelles
- 2001 : Hilda de Marie NDiaye, Théâtre Vidy, Lausanne[4]
- 2001 : Bérénice de Jean Racine, Théâtre Le Public, Bruxelles
- 2001 : Providence de Marie NDiaye, Conservatoire de Lausanne
- 2003 : Le Principe d'incertitude de Michel Beretti, Théâtre du Grütli, Genève
- 2003 : sAnD de Mathieu Bertholet, Théâtre Le Public, Bruxelles
- 2003 : Nous sommes à l'orée d'un univers fabuleux d'après Jean Sénac, co-mise en scène avec Hervé Loichemol, Festival des francophonies en Limousin, Limoges
- 2004 : Rosmersholm de Henrik Ibsen, Théâtre des Amis, Carouge
- 2005 : Supporter les visites de Mathieu Bertholet, Théâtre Saint-Gervais, Genève
- 2007 : Les Sept contre Thèbes d'Eschyle, Théâtre du Grütli, Genève
- 2008 : Hélène de Goethe, Théâtre du Grütli, Genève ; Théâtre Le Public, Bruxelles (2009)
- 2009 : Rivage à l'abandon, Médée-matériau, Paysage avec Argonautes de Heiner Müller, Théâtre du Grütli, Genève
- 2011 : Penthésilée de Heinrich von Kleist, Théâtre du Galpon, Genève.
- 2012 : Les théâtres de Marguerite Duras, Théâtre du Grütli, Genève